# Grand P

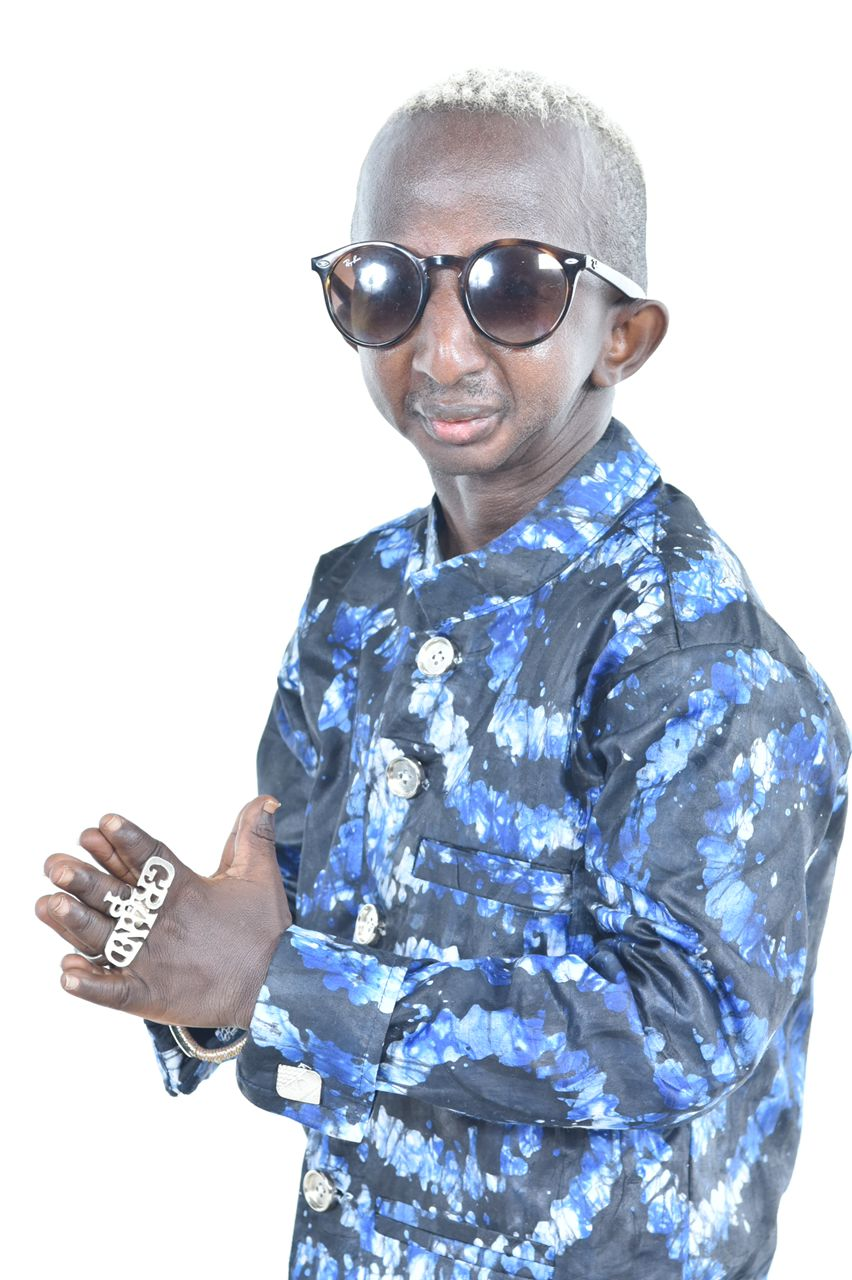
Grand P en 2022.

Grand P de son nom de naissance Moussa Sandiana Kaba, né le 11 octobre 1990 à Sanguiana dans la région de Kankan en République de Guinée, est un chanteur, humoriste et influenceur numérique guinéen,.
Ambassadeur de la culture guinéenne, Grand P est le premier musicien guinéen à atteindre sept millions d'abonnés sur Facebook,,.

## Biographie

### Enfance
Atteint de progéria, qui lui donne un physique différent, il est longtemps victime de moquerie et de marginalisation à cause de son apparence.

### Carrière musicale
Grand P se fait connaître du public au cours d’un spectacle organisé par son idole Kerfalla Kanté au palais du peuple de Conakry.
Lors de la CAN 2019 au Caire, il soutient la délégation guinéenne par ses prestations. Après la CAN 2019, plusieurs stars s’affichent avec lui comme Oumou Sangaré, Affou Kéïta, Sidiki Diabaté, DJ Arafat, Naby Keita, Paul Pogba et l’invitent dans des concerts et matchs de football. Les médias, mécènes et hommes politiques s’arrachent Grand P dans son pays,.
En 2021, il conclut une entente de distribution avec la boîte canadienne Éloquence Music Group.
Le 20 juillet 2022, lors de leur visite en Guinée, les présidents Umaro Sissoco Embaló et Thomas Boni Yayi lui accordent des entrevues en tant qu'ambassadeur de la culture guinéenne. Le 24 juillet, il entame une tournée européenne par Cologne en Allemagne puis Paris.
Le 9 septembre 2022, le président Mamadi Doumbouya lui délivre un passeport diplomatique au Palais Sékhoutouréya dans le cadre de la promotion de la culture et de la destination Guinée.
Membre de la délégation guinéenne pour la fête d'indépendance du Mali au côte du président Mamadi Doumbouya.

### Carrière de comédien
Il fait sa première apparition sur le plateau du Parlement du Rire à Abidjan. Il participe le 20 mars 2023 à la célébration des 30 ans de carrière de Michel Gohou au Casino de Paris.

## Activisme

### Fondation Grand P humanitaire
Créée en octobre 2019, la fondation Grand P humanitaire s'est fixée pour mission de venir en aide aux personnes de petite taille et aux personnes vulnérables. Grâce à sa fondation, il fait des dons, à des orphelinats en Guinée, au Cameroun, au Mali et en Côte d'Ivoire.
En février 2020, Grand P annonce sa volonté de construire un orphelinat à Forécariah.  En février 2022, la fondation Grand P humanitaire et la fondation camerounaise Michèle care Afrique concluent d'apporter de l'assistance aux personnes handicapées du Cameroun.

## Discographie

### Collaborations
- A tous les orphelins du Monde, Tiken Jah Fakoly feat Grand P[31]
- Sidiki Diabaté avec Grand P[10]
- Azaya feat Grand P
- Grand P feat King Alasko
- Affou Keïta feat Grand P
- Grand P feat Kerozen

## Dans la littérature
- 2023 : Grand P l’homme au destin atypique par Vanina Raliterason[32].

## Prix et reconnaissance
- 2020 : Prix spécial du jury lors des Victoires de la musique guinéenne,
- 2022 : Prix d'honneur au Eucher TV awards de Togo.